# 土居インターチェンジ

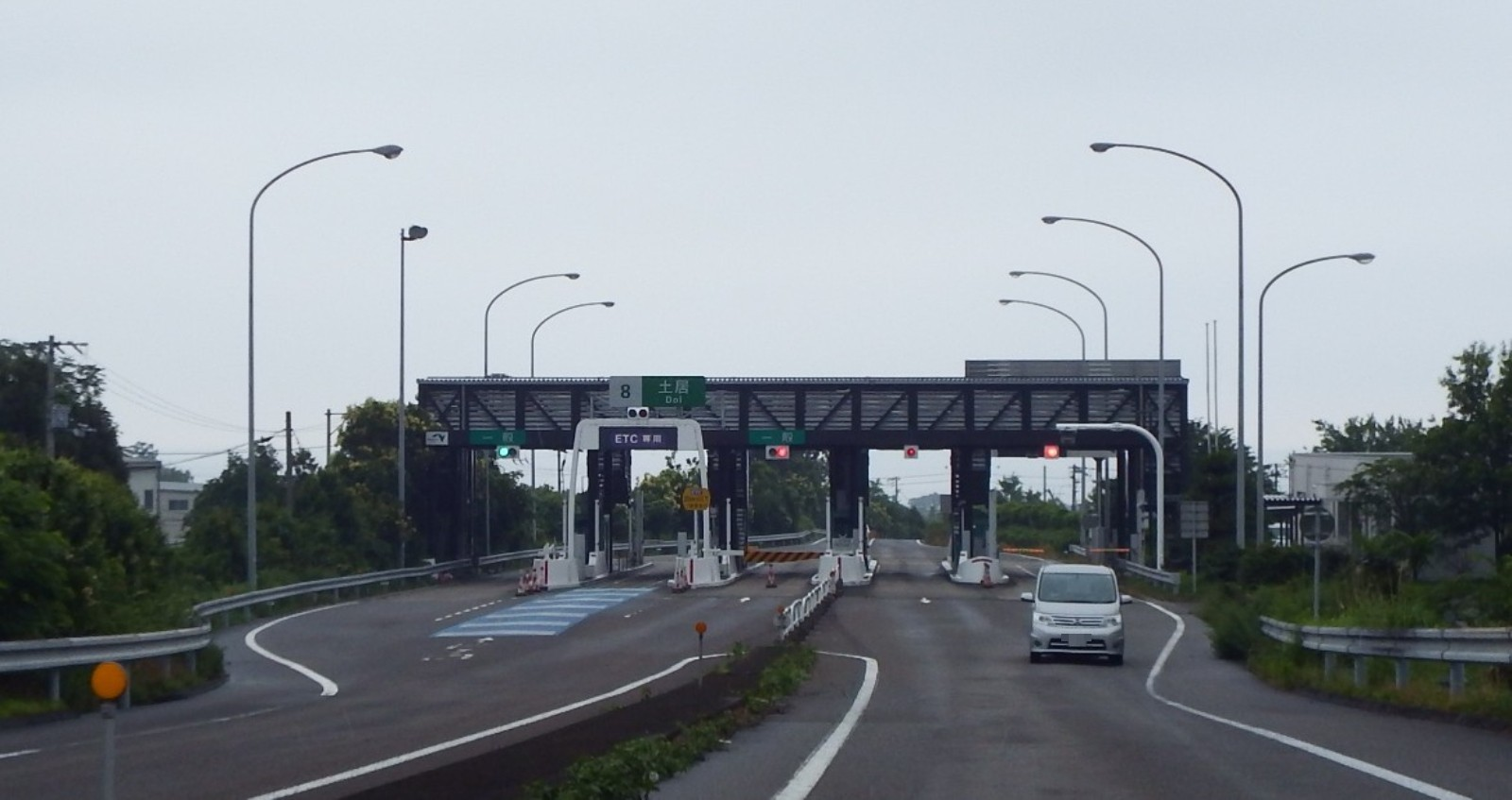
料金所出口

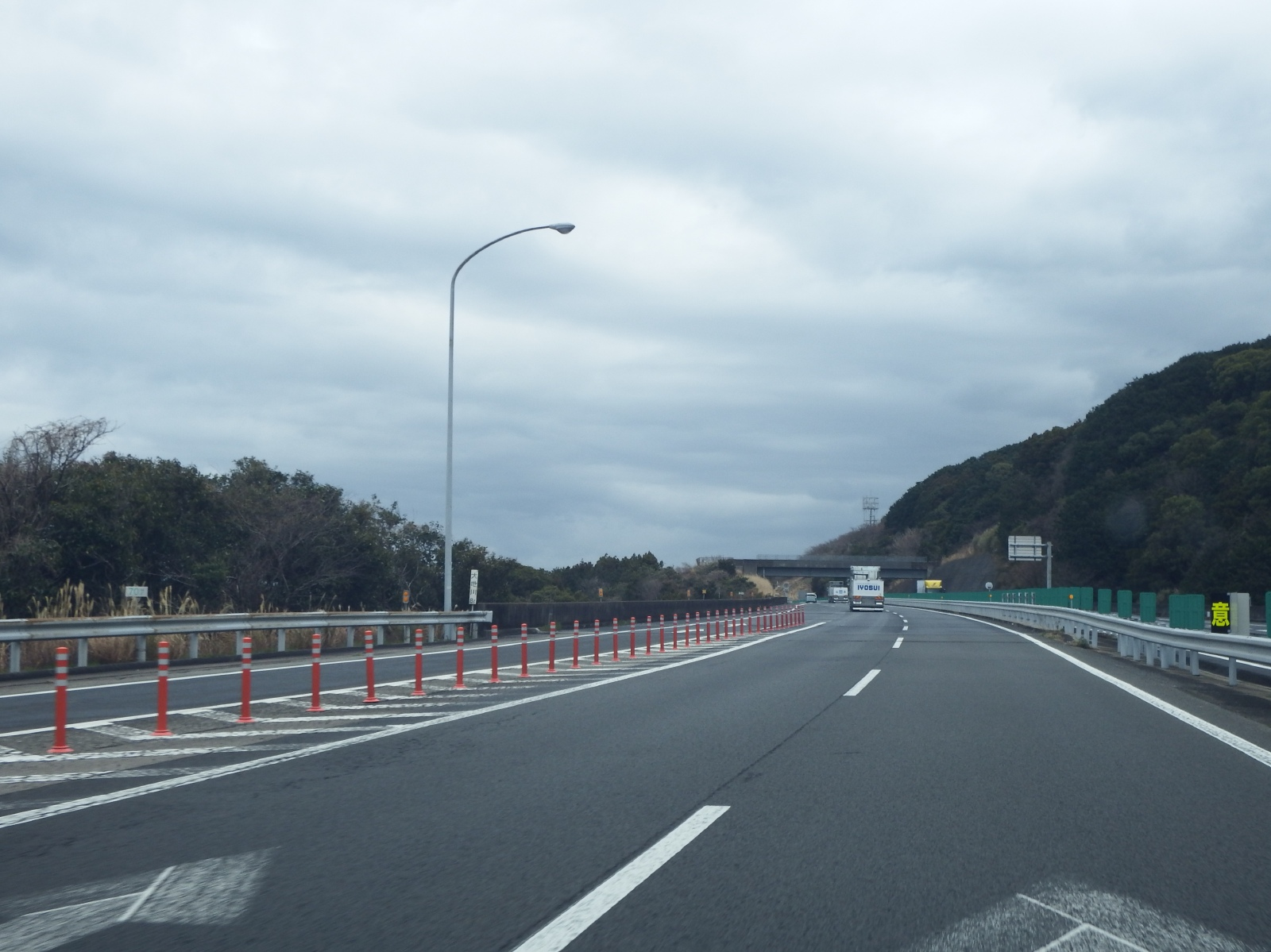
本線合流地点

土居インターチェンジ（どいインターチェンジ）は、愛媛県四国中央市土居町野田にある、松山自動車道のインターチェンジである。

## 概要
三島川之江IC - 土居IC間は、四国初の高速道路の開通区間で、1985年（昭和60年）3月27日に開通した。

## 歴史
- 1985年（昭和60年）3月27日 : 三島川之江IC - 土居IC間が四国初の高速道路として開通し供用開始[1][2]。
- 1991年（平成3年）3月28日 : 土居IC - いよ西条IC間が開通[2]。
- 2024年（令和6年）3月18日 : 料金所がETC専用になる[3]。

## 接続する道路
- 国道11号
- 愛媛県道13号壬生川新居浜野田線

## 料金所
- ブース数 : 5

### 入口
- ブース数 : 2

2ブースともETC専用およびサポート

### 出口
- ブース数 : 3
  - ETC専用 : 1
  - サポート : 2

## 隣
E11 松山自動車道
(7) 三島川之江IC - (8) 土居IC - 入野PA - (9) 新居浜IC